# Fokker D.II
Fokker D.II byl německý jednomotorový stíhací letoun užívaný v době první světové války. Jednalo se o jednomístný dvouplošník, který vznikl dříve než Fokker D.I. Vznikl z prototypu M.17, s nestupněnými křídly s jednokomorovým systémem vzpěr, jehož trup byl větší a rozpětí křídel menší. Jeho výzbroj jednoho kulometu Spandau lMG 08 byla na rok 1916 průměrná, ale výkon motoru Oberursel U.I 75 kW (100 hp) nebyl dostatečný. Německá armáda zakoupila celkem 177 kusů.
V lednu 1917 byla zahájena licenční stavba Fokkerů D.II u rakousko-uherské společnosti MÁG (Magyar Altalános Gepgyár R.T.). Za pohon byla zvolena společností MÁG vyráběná verze vodou chlazeného stojatého šestiválce Austro-Daimler AD 6 série 18 o nejvyšším výkonu 136 kW s dvoulistou dřevěnou vrtulí. Výzbroj tvořila dvojice synchronizovaných kulometů Schwarzlose M7/12 ráže 8 mm.

## Historie nasazení
Ve frontové službě se D.II ukázal jen o málo výkonnějším než dřívější stíhací Fokkery Eindecker a byl překonán francouzskými Nieuporty 11 a 17. Několik exemplářů bylo nasazeno po boku Halberstadtů D.II u Kampfeinsitzerkommandos a prvých Jagdstaffeln, ale Fokkerovy dvouplošné stíhačky od nich byly brzy vytlačeny Albatrosy D.I.
Fokkery D.II továrny MÁG byly k operačním jednotkám zařazovány od podzimu 1917, kdy byl první dodán k jednotce Flik 49 k testování na východní frontě. V lednu následujícího roku byl větší počet strojů odeslán k Flikům operujícím na italské frontě. Pro zastaralost koncepce a nespolehlivé motory byly postupně vraceny do zázemí a dosluhovaly jako cvičné u školních Fliků 22/D, 37/D, 56/J, 57/Rb, 62/D a 65/D. Operační bojové zůstaly pouze u Fliku 66/D na piavské frontě a u Fliku 64/F v Albánii. Koncem srpna 1918 jich k.u.k. Luftfahrtruppen registrovalo na frontách necelých dvacet.

## Uživatelé
- Německá říše
  - Luftstreitkräfte
- Nizozemsko
  - Nizozemské námořní letectvo
- Švýcarsko
  - Švýcarské vzdušné síly

## Specifikace (D.II)

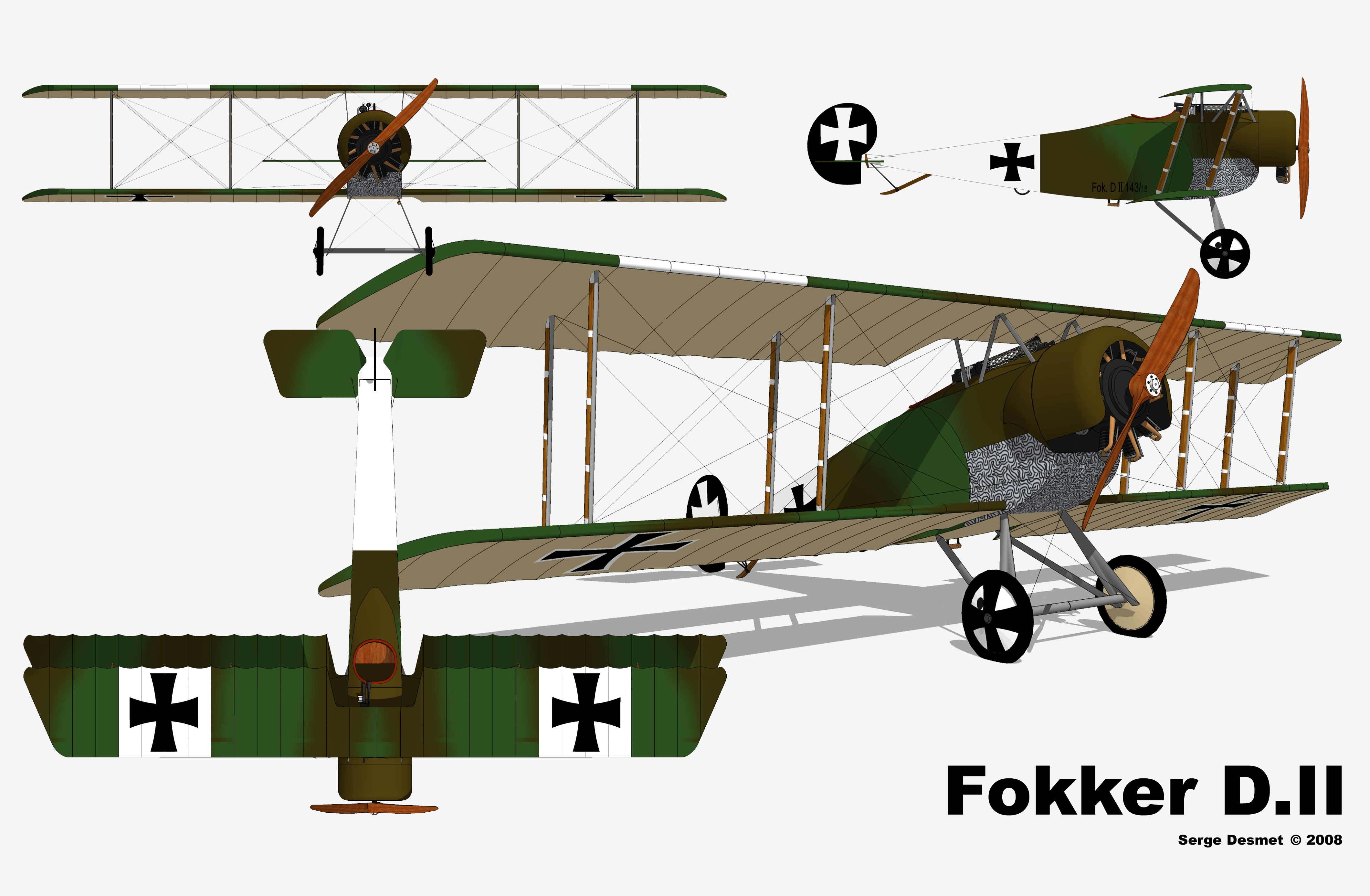
Fokker D.II

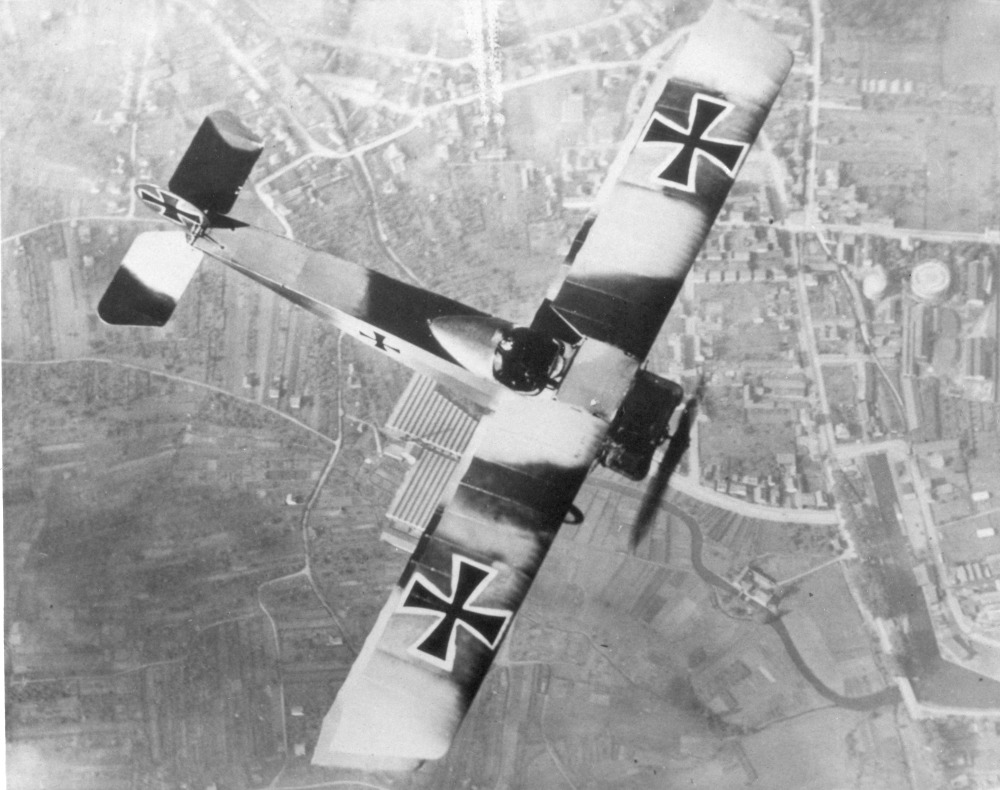
Fokker D.II

Údaje podle publikace German Aircraft of the First World War

### Technické údaje
- Posádka: 1
- Délka: 6,40 m
- Rozpětí: 8,75 m
- Výška: 2,55 m
- Nosná plocha: 18 m²
- Prázdná hmotnost: 384 kg
- Maximální vzletová hmotnost: 576 kg
- Pohonná jednotka: 1 × devítiválcový rotační motor Oberursel U.I o výkonu 100 koní (73,55 kW)

### Výkony
- Maximální rychlost: 150 km/h
- Dostup: 4 000 m
- Stoupavost: 
  - Výstup do 1000 m: 4 minuty
  - Výstup do 4000 m: 24 minut
- Vytrvalost: 1 hodina a 30 minut letu

### Výzbroj
- 1 × synchronizovaný kulomet Spandau lMG 08 ráže 7,92 mm